# Cirillo II di Costantinopoli
Cirillo II Kontares (in greco Κύριλλος Β΄ Κονταρής?; Aleppo, ... – Tunisia, 24 giugno 1640) è stato un arcivescovo ortodosso siriaco, patriarca ecumenico di Costantinopoli per tre volte: dal 7 all'11 ottobre 1633, dal 10 marzo 1635 fino al giugno 1636 e dal 20 giugno 1638 fino alla fine di giugno 1639. Nel corso dei suoi regni patriarcali si oppose a Cirillo Lucaris.

## Biografia
Nacque ad Aleppo, nell'odierna Siria. Studiò nel quartiere costantinopolitano di Galata presso la scuola dei gesuita lì presente. Il patriarca Cirillo I Lucaris lo aveva posto sotto la sua protezione e lo aveva eletto metropolita di Veria. Ben presto, però, si schierò con gli avversari di Cirillo I, e fu trasformato in uno strumento utilizzato dai gesuiti e dai cristiani latini di Galata; si dichiarò a favore dell'unione con la Chiesa Cattolica. 
Riuscì a detronizzare Lucaris per tre volte e ogni volta ne prese il posto. Nel 1638 condannò Lucaris per le sue tendenze calviniste. La sua incapacità di guidare il patriarcato e la servitù dimostrata verso i suoi protettori, in particolare gli ambasciatori di Polonia, Francia e Austria, provocarono forti reazioni a seguito delle quali non poté tenere a lungo la carica. Venne descritto dai suoi contemporanei in modo molto negativo anche per via delle sue tendenze positive verso la Chiesa romana che lo portarono a firmare sempre nel 1638 una confessione di fede cattolica. Quando la confessione divenne nota, il sultano lo depose temendo una rivolta ortodossa e lo esiliò in Tunisia. Fu giustiziato il 24 giugno 1640.